# 瓮泉信号场
瓮泉信號場（：／ Ongcheon yeok */?）是中央線沿線的一座线路所，位於韓國庆尚北道安东市北後面。

## 历史
- 1941年7月1日：落成使用。
- 2013年3月28日：因荣州水库的修建，车站降格为號誌站[1]。

## 邻近车站
韓国铁道公社
中央線
榮州 - 瓮泉信號場 - 安東